# François Rouiller

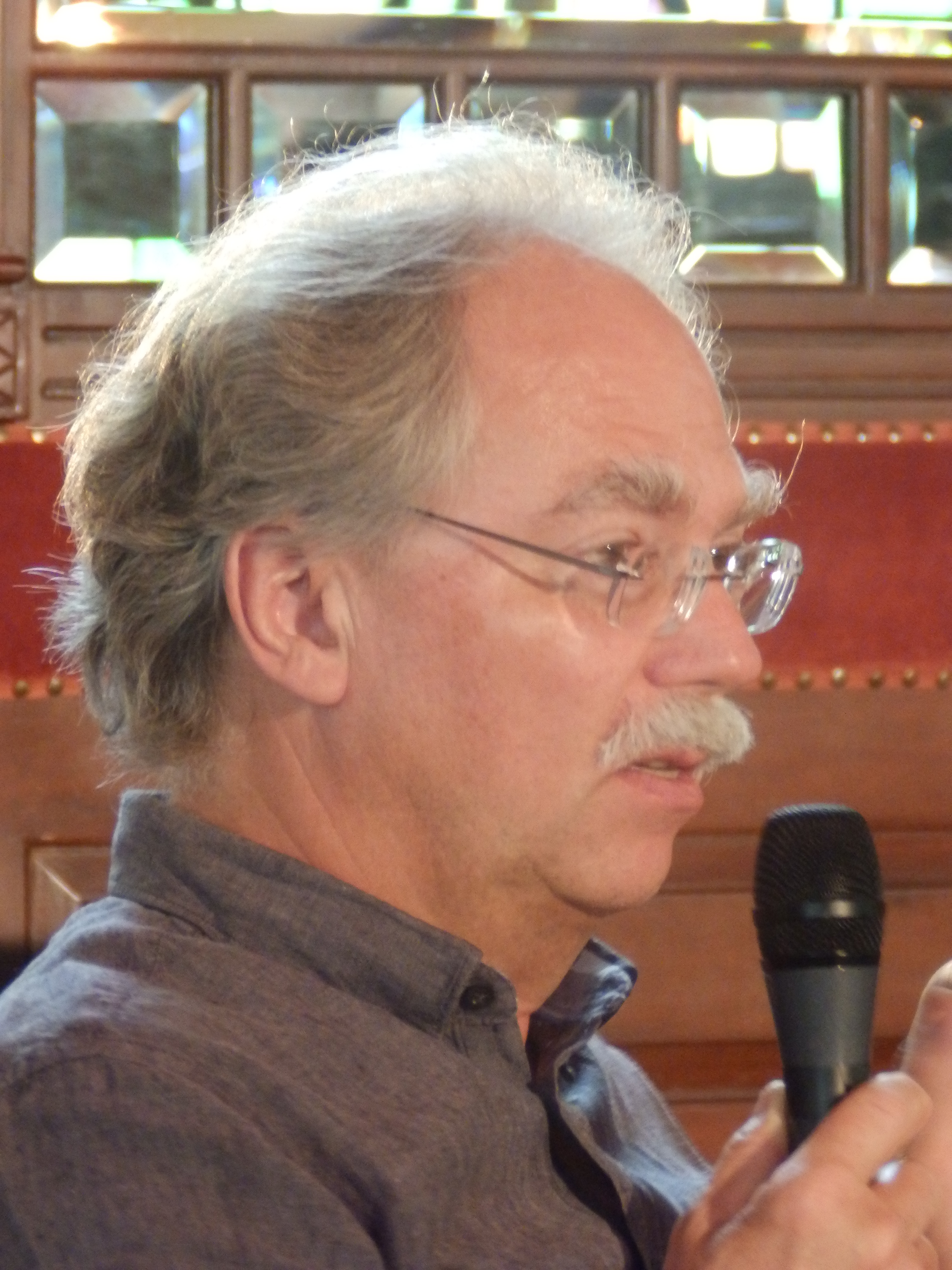
François Rouiller (2016)

François Rouiller (geboren am 4. Mai 1956 in Aigle, Kanton Waadt) ist ein Schweizer Science-Fiction-Autor und -Illustrator.
Rouiller ist von Beruf Apotheker. In seiner Freizeit widmet er sich als Illustrator, Autor und Kritiker der Science-Fiction. Er ist außerdem Mitbegründer und Mitglied des Kuratoriums des Maison d’Ailleurs, eines Museums für Utopie und Science-Fiction in Yverdon-les-Bains.
Für seinen zweibändigen Roman Métaquine® wurde er 2017 mit dem Prix Rosny aîné ausgezeichnet.
Métaquine® ist ein Psychopharmakon, das Schulversager in Musterschüler verwandelt, zur Freude der Eltern und Lehrer. Der junge Régis aber glaubt, dass das Medikament das «Herzogtum» zerstört, ein Phantasieland voller Burgen und Schlösser, in dem es Dinosaurier gibt und in dem seine unsichtbaren Spielgefährten leben. Seine Familie ist dysfunktional und er hat niemanden, außer einer Neuropsychologin im Ruhestand, die in der Nachbarschaft lebt und ihn ermutigt, seine Traumwelt zu verteidigen, und einer rührigen Aktivistin, die gegen den Einsatz der Droge an Schulen kämpft. Dem gegenüber steht GlobantisPharma, der Produzent von Métaquine®, ein milliardenschwerer Pharmakonzern, der die Presse und Öffentlichkeit zu manipulieren weiß. 2002 hat Rouiller Stups & fiction: Drogue et toxicomaine dans la Science-Fiction veröffentlicht, einen Essay zu dem im Roman behandelten Problembereich, in dem er der Darstellung von Drogen und Drogenabhängigkeit in der Science-Fiction auf den Grund zu gehen sucht.
Für seinen Essay 100 mots pour voyager en Science-Fiction erhielt Rouiller 2007 den Grand Prix de l’Imaginaire.

## Bibliografie
Roman
- Métaquine® (2016; Bd. 1: Indications, Bd. 2: Contre-indications)

Sachliteratur
- Après-demain: Cent vues imprenables sur le futur (2002)
- Stups & fiction: Drogue et toxicomaine dans la Science-Fiction (2002)
- 100 mots pour voyager en Science-Fiction (2006)

Essays
- Maison d’ailleurs: bientôt l’envol (1990)
- La SF en Suisse Romande: Rapport de survol 1992 (1992)

Erzählungen
- Une passion soluble (1982)
- Une enfance en jeu (1985)
- Une vieille fatigue (1993)
- Homo delator (2003)
- Délocalisation (2004)
- Fatalité (2007)
- Le filtre (2007)
- Facteur humain (2007)

Grafik
- Carnets de croquis: François Rouiller (2018)